# Pieve di San Donato a Morrano
La pieve di San Donato a Morrano era un edificio religioso situato nel territorio comunale di Gavorrano. La sua esatta ubicazione era nei dintorni della frazione di Giuncarico, in località Poggetti Lepri.

## Storia
Di origini altomedievali, la chiesa è ricordata a partire dal 949 tra i beni appartenenti ai vescovi della Diocesi di Lucca. Durante i secoli successivi l'edificio religioso rientrò tra i beni dei monaci dell'Abbazia di San Bartolomeo a Sestinga, rientrando quindi nei territori diocesani prima di Roselle e poi di Grosseto; con la bolla papale del 1188, il luogo di culto venne confermato come pieve autonoma. Nelle epoche successive si perdono completamente le notizie della chiesa, di cui non è possibile accertare il periodo di abbandono; l'ipotesi più accreditata è quella che il declino dell'edificio religioso sia iniziato con l'abbandono, avvenuto in epoca tardomedievale, dell'antico insediamento fortificato di Morrano presso cui sorgeva: da allora la pieve si sarebbe trovata isolata venendo in seguito abbandonata a vantaggio di altre pievi della zona, come la non lontana pieve di San Giusto a Giuncarico.
Della pieve di San Donato a Morrano sono state perse completamente le tracce, pur essendo identificabile il luogo in cui sorgeva grazie alla permanenza in epoca settecentesca dei ruderi dell'insediamento fortificato presso cui sorgeva.